# 库西山

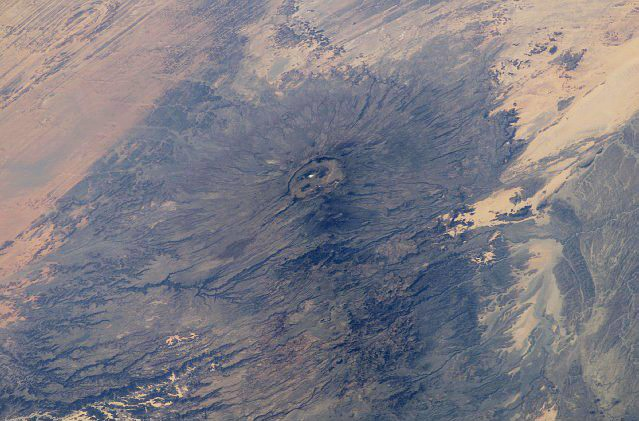
太空中看到的库西山

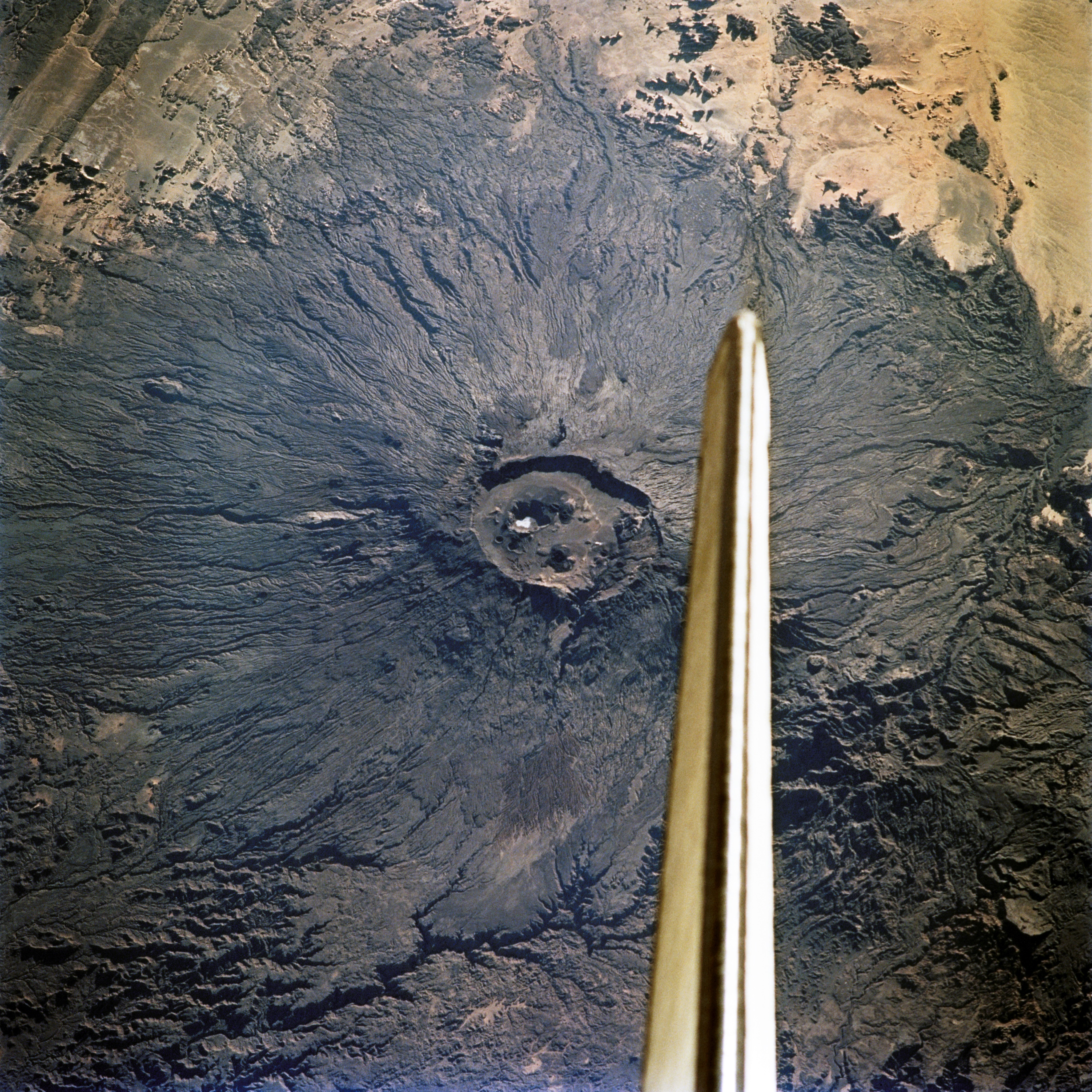
STS-108任务中拍摄到的库西山

库西山（Emi Koussi），是撒哈拉沙漠中的最高峰，位于乍得西北部提贝斯提高原南端，海拔3445米，为死火山。